# Raïon de Karakoulino
Le raïon de Karakoulino (russe : Малопурги́нский райо́н; oudmourte : Пичи Пурга ёрос, Piči Purga joros) est un raïon de la république d'Oudmourtie en Russie,.

## Présentation
La superficie du raïon de Karakoulino est de 1 192,6 km2.
Le raïon de Karakulino est situé dans la partie sud-est de l'Oudmourtie, sur les rives de la rivière Kama. 
Il borde le raïon de Sarapoul au nord, le Bashkortostan à l'est et le Tatarstan au sud. 12 % de la superficie du raïon est boisée. 
Ses ressources minérales comprennent le pétrole, l'argile et le calcaire.
Le raïon comprend 12 municipalités rurales : Arzamastsevo, Boyarka, Byrgynda, Galanovo, Karakulino, Kolesnikovo, Kulyuchevo, Malyje Kalmachy, Nyrgynda, Pinyaz, Cheganda et Vyatskoye.
72,6 % des habitants sont Russes, 16,9 % sont Maris, 5,0 % sont Oudmourtes et 3,7 % sont Tatars. 
Son centre administratif est le village de Karakoulino,

## Démographie
La population du raïon de Karakulino a évolué comme suit:
| 1959   | 1970   | 1979   | 1989   | 2002   |
| ------ | ------ | ------ | ------ | ------ |
| 14 804 | 15 911 | 14 408 | 14 620 | 13 835 |

| 2009   | 2015   | 2019   | 2021   | - |
| ------ | ------ | ------ | ------ | - |
| 13 009 | 11 378 | 10 450 | 10 471 | - |

## Galerie

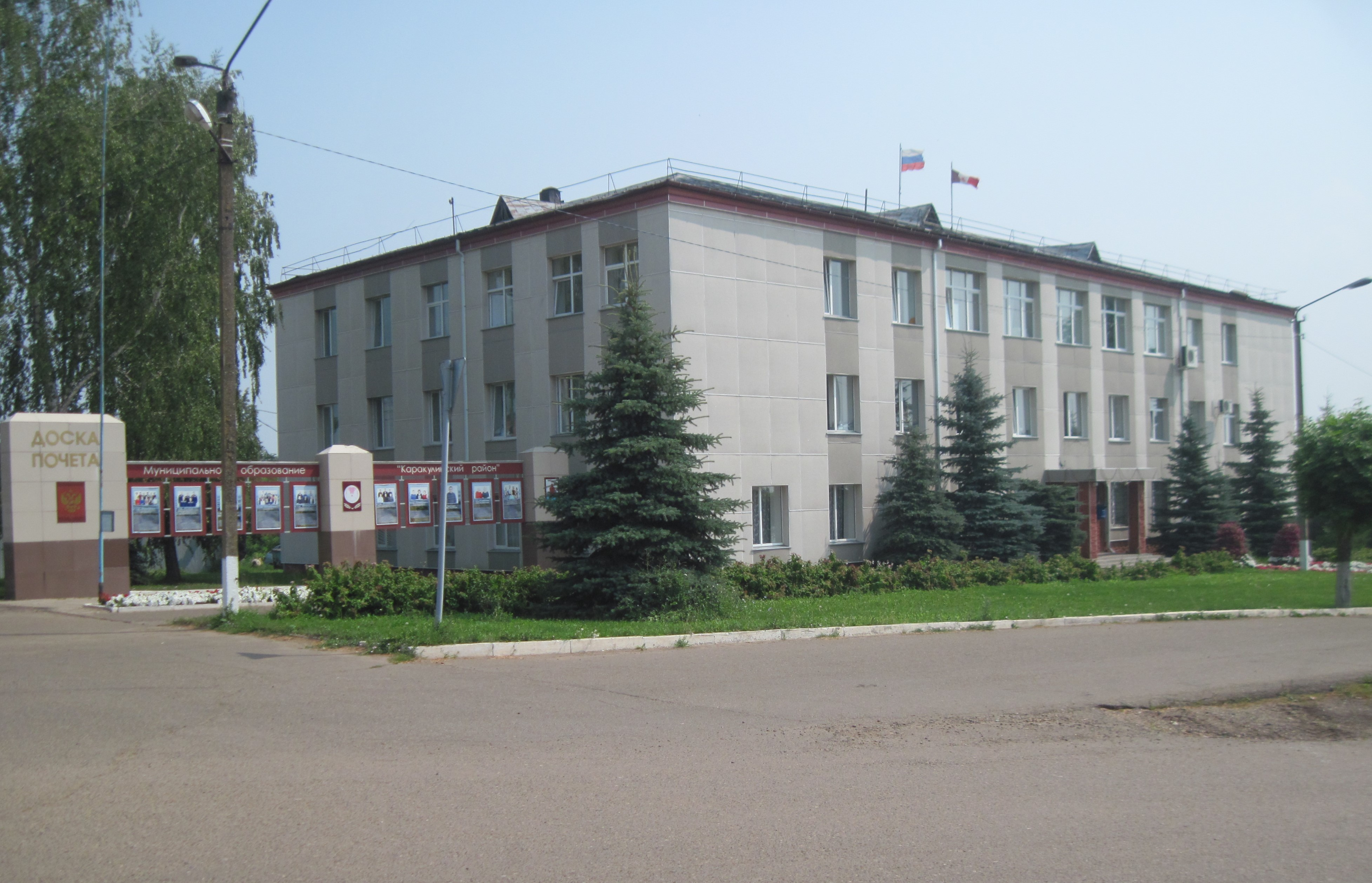
Village de Karakulino, rue Kamanina, 10
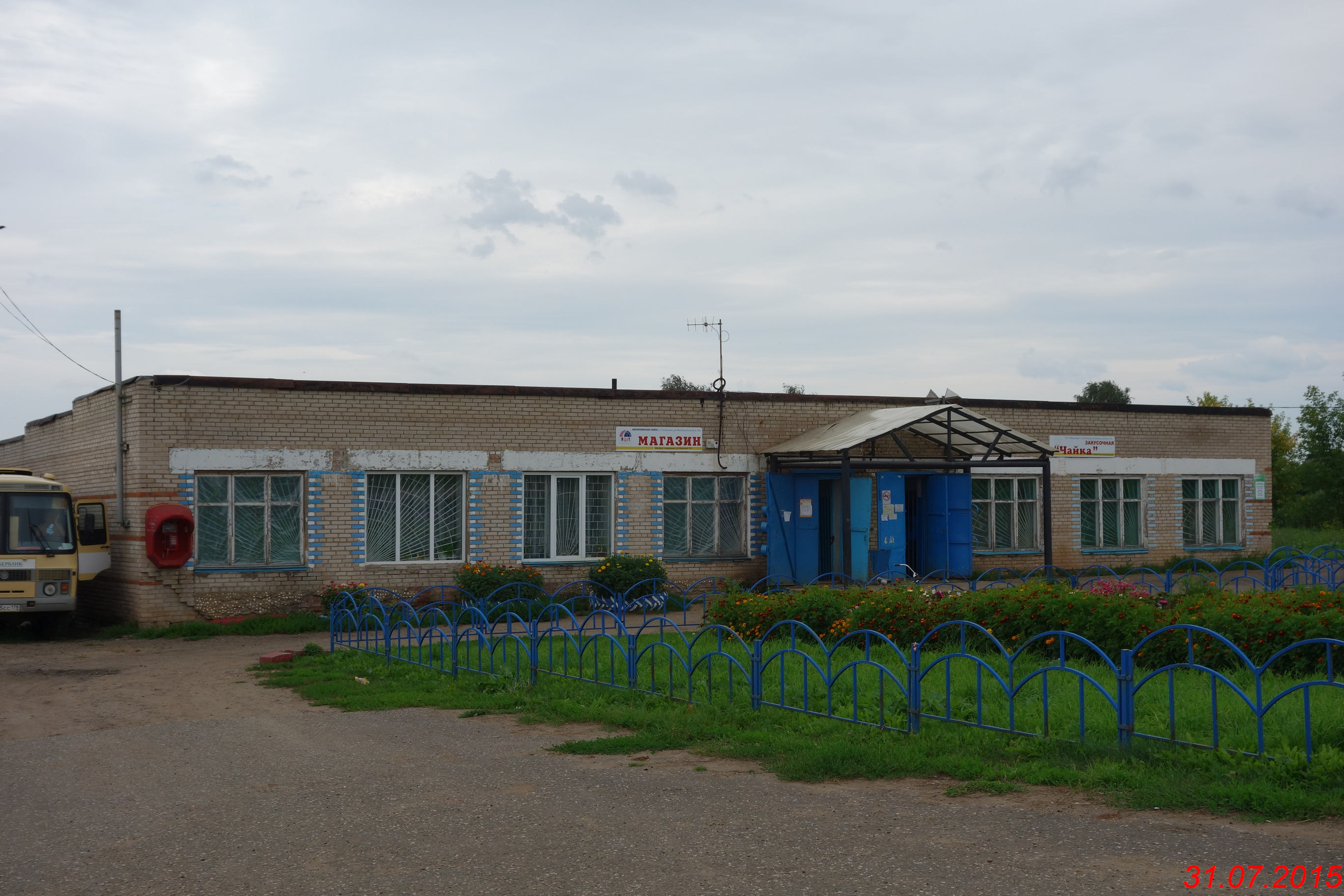
Magasin à Galanovo.